# Никола Бошкович
Никола Бошкович (на италиански: Nicolò Boscovich) e католически мирски свещеник в Софийско-Пловдивската архиепархия през XVIII в.

## Биография
Никола Бошкович е роден през 1703 г. в Рагуза (днес Дубровник) в семейството на Тома Бошкович и Андела Андрияши. Той е племенник на архиепископ Марко Андрияши. Завършва Колежа на Конгрегацията за пропаганда на вярата в Рим. Неговата първа мисия е в Пловдивско, където пристига през 1737 г. Грижи се основно за католически села в Даваджовската мисия.
По това време Османската империя е във война с Австрия. В едно писмо от пролетта на 1738 г., написано от отец Никола Бошкович и отец Михаил Добромиров, те пожелават победа на християнското оръжие над неверниците. Писмото е било адресирано до двама техни познати в Цариград. Писмото попаднало в турски ръце. Двамата - Михаил Добромиров и Никола Бошкович - са арестувани и отведени първо в Стара Загора, а след това в Одрин, където е бил и Великият везир на път с войските към Ниш. Там на 22 април те са обезглавени и телата им изхвърлени в реката.